# Province de Guercif
La province de Guercif est une subdivision à dominante rurale de la région marocaine de l'Oriental. Elle tire son nom de son chef-lieu, Guercif. Le nord de la province fait partie du Rif oriental.

## Histoire
La province de Guercif a été créée en 2009 – décret no 2-09-319 du 11 juin – par démembrement de la province de Taza.

## Géographie
La province de Guercif, d'une superficie de 7 307 km2, est située au nord-est du pays, en partie dans le Rif (nord), et en partie dans l'Atlas (sud).

## Découpage administratif
Selon le découpage administratif de juin 2009, la province de Guercif est composée de 10 communes, dont une seule commune urbaine (ou municipalité) : Guercif, son chef-lieu.
Les 9 communes rurales restantes sont rattachées à 7 caïdats, eux-mêmes rattachés à 2 cercles :
- cercle de Guercif :
  - caïdat de Barkine : Assebbab et Barkine ;
  - caïdat de Houara Oulad Raho : Houara Oulad Raho ;
  - caïdat de Lamrija : Lamrija ;
  - caïdat de Saka : Saka (en) ;
- cercle de Taddart :
  - caïdat de Ras Laksar : Ras Laksar ;
  - caïdat de Taddart : Taddart ;
  - caïdat de Mazguitam : Oulad Bourima et Mazguitam.

## Agriculture
La principale activité agricole de la province de Guercif est l'exploitation des oliviers. La superficie totale plantée en olivier s’élève à 36 500 ha avec un rendement moyen de 3,3 tonnes /ha. Au cours de la période 2010-2019, pas moins de 1 700 ha d'oliviers ont été plantés et 11 500 Ha ont été entretenus.
Si l'agriculture demeure encouragée par les autorités, l’exploitation intensive des terres collectives par des investisseurs privés, qui pompent les eaux souterraines pour irriguer leurs plantations, conduisent à la baisse du niveau des nappes phréatiques et à une pénurie d’eau potable dans la région.

## Ressources naturelles
Dans le cadre d’une coentreprise (75 %) avec l’Office national des hydrocarbures et des mines (ONHYM) agissant au nom de l’État marocain (25 %), la société britannique Predator Oil & Gas est détentrice d'une licence d’exploration de pétrole et de gaz onshore dans le nord-est du Maroc. Le bassin de Guercif couvre une superficie de 6269 km ² et s’étend sur environ 250 km à l’est du bassin du Rharb.  La société a estimé les ressources récupérables à 393 milliards de pieds cubes, soit environ 11 milliards de mètres cubes. Le gaz de Guercif est destiné à alimenter le marché intérieur marocain, qui dépend fortement des importations de gaz algérien et de gaz naturel liquéfié (GNL).